# Reuth bei Erbendorf
Reuth bei Erbendorf är en kommun och ort i Landkreis Tirschenreuth i Regierungsbezirk Oberpfalz i förbundslandet Bayern i Tyskland.
Kommunen ingår i kommunalförbundet Krummennaab tillsammans med kommunen Krummennaab.